# Усса (приток Немана)
Эта статья о верхнем притоке Немана. Статья о нижнем притоке Немана Уса или Усса находится здесь
Усса (бел. Уса́) — река в Беларуси, протекает в Дзержинском и Узденском районах Минской области, правый приток Немана. Длина реки — 115 км, площадь водосборного бассейна — 1345 км², средний уклон реки 1,3 м/км, средний расход воды в устье — 6,3 м³/с.

## Физико-географические характеристики
Река начинается в Дзержинском районе к западу от деревни Шишки. Течёт по южным склонам Минской возвышенности. В среднем течении перетекает в Узденский район. Генеральное направление течение — юг.
Долина извилистая, в верхней части V-образная (ширина 300—500 м), ниже трапециевидная, расширяется до 2 км. Пойма двухсторонняя, шириной 200—400 м, ниже впадения Уздянки 1-2 км, пересечена многочисленными старицами и осушительными каналами. Русло на протяжении 5,5 км (от д. Саковичи к д. Черниковщина) канализировано, на остальном протяжении сильно извилистое. Ширина реки в межень 7-10 м. Замерзает в середине декабря, ледоход в середине марта. Около д. Усса пруд площадью 0,08 км².
Основные притоки:
- левые: Вязенская[бел.], Рапусса[бел.], Уздянка;
- правые: Студянка, Перетуть.

Долина Уссы плотно заселена, на реке стоит большое число сёл и деревень, крупнейшие из них: Путчино, Саковичи, Наследники, Юцки, Поусье, Мошница, Большие и Малые Новосёлки, Черниковщина, Невеличи, Петковичи, Кукшевичи, Ляховичи, Ленино, Малая и Большая Усса, Каменка, Литвяны, Кухтичи, Семеновичи, Низок, Подсадские. В среднем течении река протекает между Дзержинском и Фаниполем, а ниже протекает между Уздой и Негорелым.
Впадает в Неман у деревни Песочное рядом с устьем Лоши. Высота устья — 157,2 м над уровнем моря. Ниже впадения Уссы и Лоши река Неманец начинает именоваться Неман.